# Мюррей Бартлетт
Мюррей Бартлетт (англ. Murray Bartlett; нар. 20 березня 1971, Сідней, Австралія) — австралійський актор телебачення та кіно. Лауреат прайм-тайм премії «Еммі» за роль у серіалу «Білий лотос» (2021).

## Життєпис

### Перші роки
Народився в Сіднеї, зростав в Перті. У 1991 році закінчив акторський факультет Національного інституту драматичного мистецтва Австралії (NIDA), у той самий час, як і Кейт Бланшетт.

### Кар'єра
У 1987 році він з'явився як гість у серіалі «Повітряні медики» разом з Нікі Полл і Ліз Берч. Потім він знявся в популярних австралійських мильних операх: «Додому і в дорогу» (1992) і «Сусіди» (1993) в ролі Люка Фостера. На екрані він дебютував у комедії «Dad and Dave: On Our Selection» (1995) разом із Джеффрі Рашем.
Попри те, що він зіграв маленьку роль (Олівера Спенсера) в серіалі HBO «Секс і місто» (2000) і в трьох епізодах серіалу «McLeod's Daughters» (2002), він скористався можливістю і почав розвивати свою кар'єру. Вперше знявся в ролі Ніка в п'яти епізодах «The Secret Life of Us» у 2002 році, потім з'явився в популярній мильній опері ABC «All My Children» (2002) як Джуліан Сінклер. Він також повторився в ролі Д. К. фентезійним/науково-фантастичним серіалом Hallmark «На краю Всесвіту» (1999—2003). У драмі про закоханих, які знову зустрічаються після болісного розставання, Obituary «Postmortem» (2005) він зіграв одну з головних ролей. Був запрошений на роль в одному з епізодів «All Saints» (2006). У 2006 році він допомагав Г'ю Джекману у просуванні його першої нью-йоркської бродвейської австралійської вистави «Хлопчик з країни Оз». Потім знявся в короткометражній комедії «Ом» (2007).
9 березня 2007 року він приєднався до акторського складу мильної опери CBS «Дороговказне світло», де зіграв небезпечного крадія ювелірних виробів Сайруса Фолі. У 2014 році він приєднався до серіалу HBO «Looking» в ролі Дома Басалуцца.
У 2019 році виконав одну з головних ролей у мінісеріалі «Казки міста», у 2021 — в серіалі «Білий лотос», у 2022—2023 — в серіалі «Welcome to Chippendales».

### Особисте життя
У 2014 році в журналі «Out» зробив камінг-аут як гей. Він живе зі своїм партнером Метом у Провінстауні.

## Фільмографія

### Художні фільми
- 1995: «Тато і Дейв: за нашим вибором» у ролі Сенді Тейлера
- 2005: «Некролог» («Посмертний») у ролі Троя
- 2007: «Ом» у ролі Джона
- 2026: «Смерть Робін Гуда»

### Телевізійні серіали
- 1992: Додому і в дорогу у ролі Ренді Еванса
- 1993: Сусіди у ролі Люка Фостера
- 1999: На краю Всесвіту у ролі D.K.
- 1999: Дзвінок до вбивства у ролі Гевіна Тодда
- 2000: Втеча в космос (Farscape) у ролі D.K.
- 2000: Секс у великому місті (Секс у великому місті) у ролі Олівера Спенсера
- 2002: Втеча в космос (Farscape) у ролі D.K.
- 2002: Доньки Маклеода в ролі Саймона
- 2002: The Secret Life of Us в ролі Ніка
- 2002: Всі мої діти в ролі Джуліана Сінклера
- 2003: Втеча в космос в ролі D.K.
- 2006: Ціна життя в ролі Роя Пікфорта
- 2007: The Flight of the Conchords в ролі Марка
- 2007: Дороговказне світло в ролі Сайруса Фолі
- 2014: В пошуках (Looking) у ролі Дома Базалуццо
- 2019: Казки міста у ролі «Миши» / Майкла Толлівера
- 2021: Білий лотос в ролі Армонда
- 2023: Останні з нас у ролі Френка
- 2023: Екстраполяції у ролі Аріеля Тернера